# Nāḩiyat Markaz ar Raqqah
Nāḩiyat Markaz ar Raqqah (arabiska: ناحية مركز الرقة) är ett subdistrikt i Syrien.   Det ligger i provinsen ar-Raqqah, i den nordöstra delen av landet, 400 km nordost om huvudstaden Damaskus.
Trakten runt Nāḩiyat Markaz ar Raqqah består till största delen av jordbruksmark. Runt Nāḩiyat Markaz ar Raqqah är det ganska tätbefolkat, med 83 invånare per kvadratkilometer.